# Campossí
Campossí, o Camporsí (l'endònim occità és Camporsin i el topònim oficial en francès, Campoussy), és un municipi de la comarca de la Fenolleda, al departament dels Pirineus Orientals.

## Ubicació
El poble de Campossí es troba a 666 m d'altitud, en un planell al sector del N del terme. El castell de Campossí degué ser destruït per deixar lloc a l'església parroquial de Santa Maria, actualment edifici dels segles XIV i XVII coronat per campanar d'espadanya (sembla confirmar-ho una antiga porta murada al seu costat N).
Més a migdia, al camí que s'enfila cap al coll d'en Gues, hi ha l'antic lloc de Palmes del qual es conserven importants restes del castell de Palmes (torre rectangular de res pisos, pert del recinte poligonal amb un mur emmerlat i una poterna al mig, cos d'habitació enmig del mur i la torre, afegida posteriorment etc..), que es remunten al segle xiii; al costat hi ha l'església de Sant Just de Palmes (esmentada des del 1409), petit edifici romànic de nau única del segle xii, restaurat el segle xix per la família Bordes.
Hi ha diversos monuments megalítics al terme; un dolmen arruïnat a la colla de La Femna Mòrta; un dolmen amb molt bon estat, dit de La Cauna del Missèr, prop de la casa forestal del Mas Caiena (al S del terme) i una estació neolítica als voltants; un dolmen ben conservat dit La Cabanòta de las Tres Pèiras, al damunt de la font de l'Arca, dolmen que té la taula de cobriment amb nombroses cúpules incises. En Canvi la Pèira Dreta de Campossí, considerada generalment com un menhir fet per la mà de l'home, és en realitat un joc de la natura, igual com l'extraordinari Roc Cornut, pintoresc efecte de l'erosió sobre blocs granítics. Resten antics camins ramaders i bordes o cabanes de pedra seca.

## El terme
El terme municipal de Campossí o camporsí, de 17, 04 km² d'extensió, s'estén al sector meridional de la Fenolleda, al límit del Conflent, als vessants septentrionals del coll de Tribes (1.158 m), de la Roca Gelera (1.110 m) i del pic de Bau (1025 m) dins l'àrea de granits del gran massís de Queragut-Millars. Comprèn el poble de Campossí, únic nucli de poblament agrupat, i l'antic lloc i castell de Palmes. limita amb es termes conflentins de Tarerac, Arboçols i Eus. al S, i amb els fellonedesos de Sornià (W i N), i Trevillac (E). El principaleix de comunicacions és la carretera D-619, de Sant Pau de Fenollet a Prada, procedent de Sornià, que travessa el terme de N a S, un brancal de la qual passa pel poble i continua vers Palmes.

## El relleu
De les elevacions que separen el Conflent de la comarca, ja esmentades (Roca Gelera i pic de Bau), es altres superfícies amb erms i prats d'altura que sobrepassen en general el miler de metres, baixen les aigües en direcció S-N vers l'Adasig (afluent de l'Aglí que forma el límit septentrional del terme en un petit sector del NE). Més al N s'estenen una sèrie de nivells planers granítics esgraonats, en particular l'alvèol on s'assenta el poble. Un tercer nivell és constituït per les valls encaixades del N i les de La Ferrèra i de lAdasig. El terç SE del terme és propietat de l'estat, que hi té una repoblació de coníferes. Hi ha roures al comal del Rec del Bòsc i alzines escampades arreu del terme, restes d'una coberta forestal molt més extensa fins al segle xviii.

## L'agricultura
La superfície agrícola es limita a 148 ha (en molt poques explotacions) de les quals 4 són de vinya i la gran major part (143 ha) són de prats i farratges, que donen suport a una tradicional ramaderia d'ovins, limitada a uns 300 caps; aquesta migrada economia.

## Història
En el seu testament del 965, el comte de Cerdanya Sunifred II, senyor del Fenolledès, llegava al monestir de Sant Pau de Fenollet l'alou que posseïa a Campossí (alode de Campo Ursino) i al seu annex de Palmes (in Palmas). El 1021, el seu nebot Bernat Tallaferro, comte de Besalú, llegava encara l'alou de Campossí <cum ipsis villarunculis> (o sigui el terme que l'envoltava) al seu fil petit Hug. Cuixà va adquirir també, al llarg del segle xi, un alou a Campossí, de Sicard i la seva muller Adelaida. Al segle xiii la senyoria era posseïda --probablement des del segle anterior-- per una família del lloc 8R. de Campoursino, 1259). Molt més endavant, el 1653, es trobava en mans de Joan Lluís de Casteràs, senyor de Palmes i de Sornià.
Com s'ha dit, el 965 el monestir de Sant Pau de Fenollet rebé un alou de Palmes, i el 1023 un tal Seguier llegà el seu alou de Palmes (villa Palmes) a Cuixà, amb la clàusula que el seu germà Sicard i la seva muller Adelaida el tindrien en vida en canvi d'una contribució d'un sester de pa i vi; el 1026 els mateixos esposos canviaren amb Cuixà el seu alou de Campossí pel que tenia Cuixà a Palmes a més d'un mas a Bulatemera, per gaudir-ne en vida (en la seva mort tot anava a Cuixà). Una família del lloc, probablement descendent dels anteriors, tenia la senyoria de Palmes als segles xii i xiii; al darrer quart del segle xiii Sibil·la de Palmes, única hereva, aportava per matrimoni la senyoria de Palmes a Jaume de Millars, senyor de Nefiac, i aquesta família la posseïa encara probablement al segle xiv. Joan Loïs de Casteràs, senyor de Sornià, n'era titular el 1653.

## Cantó número 15
Actualment, juntament amb les viles catalanes d'Estagell, Ribesaltes i Salses i les occitanes de Sant Pau de Fenollet i Sornià i la Tor de França, a més dels pobles catalans d'Arboçols i Tarerac, de la comarca del Conflent, i les Cases de Pena, Espirà de l'Aglí, Montner, Òpol i Perellós, Talteüll i Vingrau, de la del Rosselló, i dels occitans d'Ansinyà, Bellestar, Caramany, Cassanyes, Caudiers de Fenollet, Centernac. l'Esquerda, Felluns, Fenollet, Fossa, Lançac, Maurí, Pesillà de Conflent, Planeses, Prats de Sornià, Prunyanes, Rasigueres, Rebollet, Sant Martí de Fenollet, Trevillac, Trillà, Virà i el Viver forma part del cantó número 15, de la Vall de l'Aglí (nou agrupament de municipis fruit de la reestructuració cantonal feta amb motiu de les eleccions cantonals i departamentals del 2015), amb capitalitat a Ribesaltes.

## Geografia

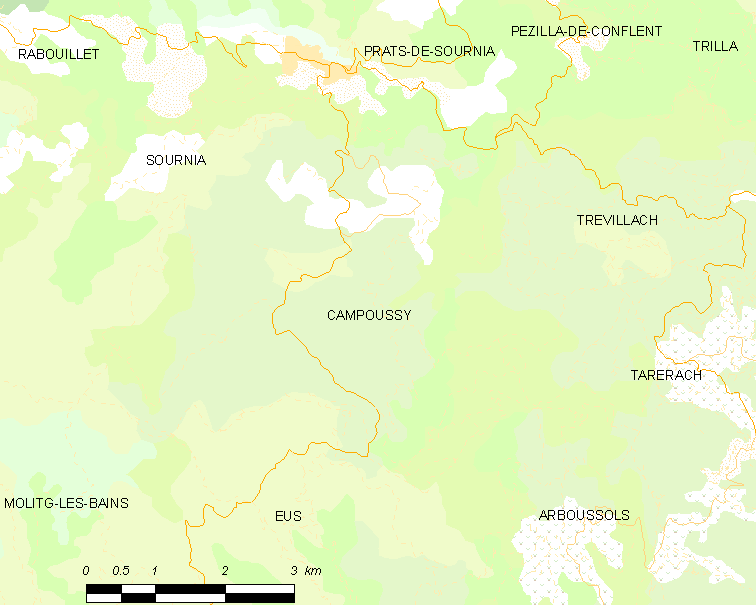
Mapa de la comuna de Campossí

## Administració i política

### Alcaldes
| Alcalde       | Període     |
| ------------- | ----------- |
| Louis Sales   | 1929 - 1939 |
| Moïse Macary  | 1939 - 1953 |
| Louis Sales   | 1953 - 1959 |
| Moïse Macary  | 1959 - 1965 |
| Jean Chanaud  | 1965 - 1971 |
| Férréol Pauco | 1971 - 1983 |
| Alain Boyer   | 1983-       |

## Serveis comunals mancomunats
Campossí forma part de la Comunitat de comunes de Conflent - Canigó, amb capitalitat a Prada, juntament amb Prada, Arboçols, Campome, Canavelles, Castell de Vernet, Catllà, Clarà i Villerac, Codalet, Conat, Cornellà de Conflent, Escaró, Espirà de Conflent, Estoer, Eus, Fillols, Finestret, Fontpedrosa, Fullà, Jóc, Jújols, Marqueixanes, els Masos, Mentet, Molig, Mosset, Noedes, Nyer, Oleta i Èvol, Orbanyà, Orellà, Pi de Conflent, Rià i Cirac, Rigardà, Saorra, Serdinyà, Soanyes, Sornià, Tarerac, Taurinyà, Toès i Entrevalls, Trevillac, Vallestàvia, Vallmanya, Vernet, Vilafranca de Conflent i Vinçà.

## Demografia
El 1367 el lloc tenia només 9 focs, però a mitjan segle xviii trobem 300 h, governats per dos cònsols, i unes collites relativament importants de vi, farratge (fenc) i producció de llana i la presencia de tres ferrers, un sastre i un teixidor. El 1789 hi havia 60 focs, el 1818, 241 h, que arribaren a 351 el 1851 i des d'aleshores han baixat sense interrupció arribant a 24 h el 1975 i 33 h el 1982. Mercès a la instal·lació de jubilats, alguns residents secundaris censats a noves instal·lacions ramaderes que han fet recuperar el conreu d'herba i han mantingut la zona sense matoll, tot fent el territori menys vulnerable als incendis.

Població 1962-2008